# أهم خمسة أشياء يندم عليها المرء عند الموت
أهم خمسة أشياء يندم عليها المرء عند الموت: حياة تغيرت بسبب رحيل الأحباب (بالإنجليزية: The Top Five Regrets of the Dying - A Life Transformed by the Dearly Departing)‏ هو كتاب صدر عام 2011 من تأليف الكاتبة الأسترالية بروني وير [الإنجليزية]، مستوحى من الوقت الذي قضته في مجال رعاية المرضى.

## خلفية
شاركت وير هذه الأفكار لأول مرة في منشور مدونة عام 2009 بعنوان "ندم على الموت". تمت مشاركة منشور المدونة على نطاق واسع في جميع أنحاء العالم، وبحلول عام 2012 قرأه ثمانية ملايين شخص.
في عام 2012، قامت وير بتوسيع منشور مدونتها إلى كتاب مذكرات بعنوان "أهم خمسة أشياء يندم عليها المرء عند الموت"، والذي تُرجم إلى 27 لغة.

## أهم خمسة أشياء يندم عليها المرء عند الموت
وفقًا لبروني وير، فإن الأشياء الخمسة الأكثر شيوعًا التي يندم عليها الأشخاص الذين يقتربون من الموت هي:
1. "كنت أتمنى لو كان لدي الشجاعة لأعيش حياة صادقة مع نفسي، وليس الحياة التي يتوقعها الآخرون مني."
2. "أتمنى لو أنني لم أعمل بجد."
3. "أتمنى لو كان لدي الشجاعة للتعبير عن مشاعري."
4. "أتمنى لو بقيت على اتصال مع أصدقائي."
5. "أتمنى لو سمحت لنفسي أن أكون أكثر سعادة."

توصلت دراسة أُجريت عام 2018 إلى استنتاجات مماثلة، حيث وجدت أن الناس كانوا أكثر عرضة للتعبير عن "الندم المتعلق بالمثالية"، مثل الفشل في متابعة أحلامهم والارتقاء إلى مستوى إمكاناتهم الكاملة.

## روابط خارجية
- مراجعة كتاب أهم خمسة أشياء يندم عليها المرء عند الموت، كيف نعيش حياةً بدون ندم؟